# 梅薩弗德 (加利福尼亞州)
梅薩弗德（英語：Mesa Verde）是位於美國加利福尼亞州河濱縣的一個人口普查指定地區。

## 地理
梅薩弗德的座標為33°35′45″N 116°43′54″W / 33.59583°N 116.73167°W，而該地最高點為海拔高度119米（即390英尺）。

## 人口
根據2010年美國人口普查的數據，梅薩弗德的面積為11.245平方千米，均為陸地。當地共有人口1023人，而人口密度為每平方千米90人。